# Films 7
Films 7 était une société française de production cinématographique fondée par le réalisateur Claude Zidi, active de 1972 à 1996.

## Historique
En 1972, Claude Zidi fonde sa société de production Films 7 avec l'aide de Claude Berri afin de prendre une participation, souvent minoritaire, dans ses propres films. Enchaînant les succès, dont Les Sous-doués ayant coûté peu cher à produire, Films 7 bénéficie d'une trésorerie positive au tournant des années 1980. Elle se poursuit grâce à l'arrivée des premières chaînes de télévision payantes et l'inflation des prix de ventes des films.
En 1989, Claude Zidi cède Films 7 à Paravision International, filiale audiovisuelle du groupe L'Oréal, qui absorbe la société l'année suivante. Le réalisateur refonde une nouvelle société Films 7 en 1990, cédée cette fois à Renn Productions en 1995 et dissoute début 1996. Le catalogue de Paravision International est aujourd'hui intégré à Gaumont et celui de Renn Productions à Pathé Films.

## Filmographie
- 1973 : Le Grand Bazar de Claude Zidi
- 1974 : Les Bidasses s'en vont en guerre de Claude Zidi
- 1974 : La Moutarde me monte au nez de Claude Zidi
- 1977 : Le Chien de Monsieur Michel (court-métrage) de Jean-Jacques Beineix
- 1979 : L'Ombre et la Nuit de Jean-Louis Leconte
- 1979 : Bête, mais discipliné de Claude Zidi
- 1980 : Les Sous-doués de Claude Zidi
- 1982 : Les Sous-doués en vacances de Claude Zidi
- 1983 : Le Démon dans l'île de Francis Leroi
- 1984 : Les Ripoux de Claude Zidi
- 1985 : Les Rois du gag de Claude Zidi
- 1985 : Escalier C de Jean-Charles Tacchella
- 1985 : L'amour propre ne le reste jamais très longtemps de Martin Veyron
- 1985 : Scout toujours... de Gérard Jugnot
- 1986 : États d'âme de Jacques Fansten
- 1987 : Association de malfaiteurs de Claude Zidi
- 1989 : Deux de Claude Zidi
- 1989 : Les Mannequins d'osier de Francis de Gueltzl
- 1989 : Ripoux contre ripoux de Claude Zidi
- 1990 : Dancing Machine de Gilles Béhat
- 1991 : La Totale ! de Claude Zidi
- 1993 : Dieu que les femmes sont amoureuses de Magali Clément
- 1993 : Profil bas de Claude Zidi